# Smilax bracteata
Smilax bracteata es una especie de planta trepadora perteneciente a la familia  Smilacaceae, es originaria de Asia. 

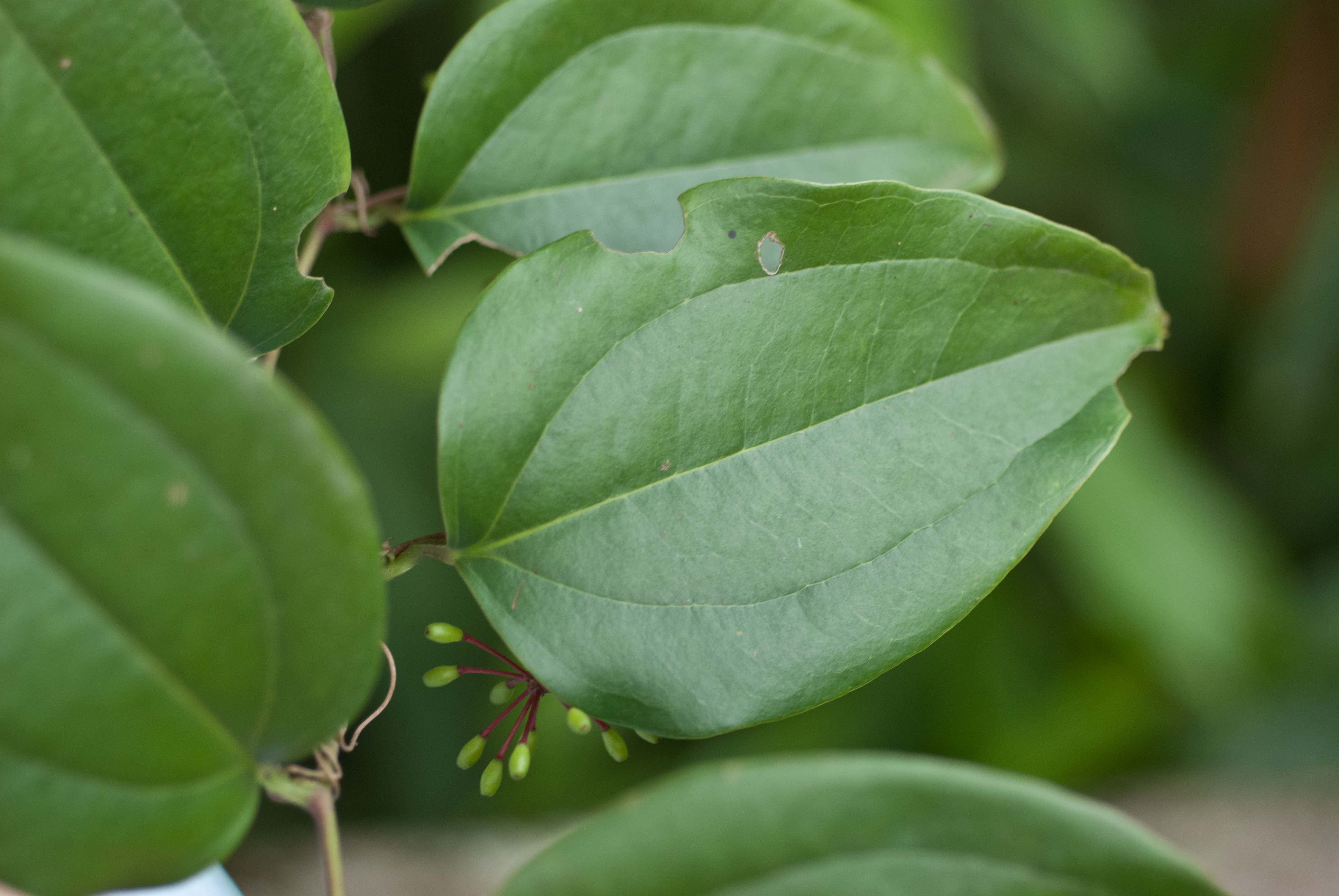
Hojas

## Descripción
Es una enredadera leñosa, con el tallo ramificado, subcilíndrico, que alcanza un tamaño de 10 m de longitud. Con pecíolo de 1 a 2 cm, estrechamente alados para 2/5-1/2 de su longitud, los zarcillos comúnmente presentes. Las hojas ampliamente elípticas a ovado-elípticas. La inflorescencia en forma de racimo de 3 - 6 (- 10) umbelas, de 3 - 7 cm,  umbelas con los dos sexos con 12 - 25 flores. Las flores masculinas: de color verde oliva y tépalos rojos. Las flores femeninas: los pétalos más pequeños que los masculinos. Los frutos son bayas globosas, de 5 - 7 mm de diámetro.

## Distribución y hábitat
Se encuentra en bosques, matorrales, en lugares sombreados en las laderas cubiertas de hierbas, desde el nivel del mar hasta los 1800 metros, en Fujian, Guangdong, Guangxi, Guizhou, Hainan, Taiwán, Yunnan, Camboya, Indonesia, Japón, Laos, Malasia, Filipinas, Tailandia y Vietnam.

## Taxonomía
Smilax bracteata fue descrita por Karel Bořivoj Presl y publicado en Reliquiae Haenkeanae 1(2): 131, en el año 1827.
Etimología
Smilax: nombre genérico que recibe su nombre del mito griego de Crocus y la ninfa Smilax. Aunque este mito tiene numerosas formas, siempre gira en torno al amor frustrado y trágico de un hombre mortal que es convertido en una flor, y una ninfa del bosque que se transforma en una parra.
bracteata: epíteto latíno que significa "con brácteas".
Citología
El número cromosómico es de: 2 n = 32.
Sinonimia
| - Smilax blancoi Kunth - Smilax bonii Gagnep. - Smilax divaricata Blanco - Smilax fistulosa Blanco | - Smilax lyi H.Lév. - Smilax phyllantha Gagnep. - Smilax stenopetala A.Gray - Smilax trukensis Hosok. |